# Festival du cinéma américain de Deauville 2006
Le Festival du cinéma américain de Deauville 2006, la 32e édition du festival, s'est déroulé du 1er au 11 septembre 2006.

## Jury

### Jury de la sélection officielle
|  | Nom                                | Qualité                                      | Nationalité |
|  | ---------------------------------- | -------------------------------------------- | ----------- |
|  | Nicole Garcia (présidente du jury) | réalisatrice et scénariste                   | France      |
|  | Maurice Barthélemy                 | acteur et réalisateur                        | France      |
|  | Guillaume Canet                    | acteur, réalisateur et scénariste            | France      |
|  | Amira Casar                        | actrice                                      | France      |
|  | Antoine de Caunes                  | acteur, animateur, réalisateur et scénariste | France      |
|  | Emmanuelle Castro                  | monteuse                                     | France      |
|  | Julien Clerc                       | chanteur                                     | France      |
|  | Philippe Djian                     | écrivain                                     | France      |
|  | Marthe Keller                      | actrice                                      | Suisse      |

### Jury de la Révélation Cartier
- Christophe Honoré (Président du Jury)
- Lou Doillon
- Audrey Marnay
- Olivier Py
- Émilie Simon
- Gilles Taurand

## Sélection

### Film d'ouverture
- L'Illusionniste de Neil Burger

### Film de clôture
- Ma super ex d'Ivan Reitman

### En Compétition
- Little Miss Sunshine de Jonathan Dayton et Valerie Faris
- Half Nelson de Ryan Fleck
- SherryBaby de Laurie Collyer
- Thank You for Smoking de Jason Reitman
- Hard Candy de David Slade
- Little Children de Todd Field
- Forgiven de Paul Fitzgerald
- Il était une fois dans le Queens de Dito Montiel
- Stephanie Daley de Hilary Brougher
- The OH in Ohio de Billy Kent
- 12 and Holding de Michael Cuesta

### Premières - hors compétition
- Last Kiss (The Last Kiss)

### Hommages
- Sydney Pollack
- Darren Aronofsky

## Palmarès
| Prix                               | Lauréat                                                  |
| ---------------------------------- | -------------------------------------------------------- |
| Grand prix                         | Little Miss Sunshine de Jonathan Dayton et Valerie Faris |
| Prix du jury                       | Half Nelson de Ryan Fleck                                |
| Prix de la critique internationale | SherryBaby de Laurie Collyer                             |
| Prix de la Révélation Cartier      | Half Nelson de Ryan Fleck                                |
| Prix Michel-d'Ornano               | La Faute à Fidel ! de Julie Gavras                       |